# NGC 1796B-1
NGC 1796B-1 is een spiraalvormig sterrenstelsel in het sterrenbeeld Goudvis. Het hemelobject ligt in de buurt van NGC 1796, NGC 1796A en NGC 1796B-2.

## Synoniemen
- ESO 119-37
- IRAS05073-6115
- PGC 16787